# Tony Proteau
Pour les articles homonymes, voir Proteau.
Antoine Proteau, dit Tony Proteau, né le 28 mai 1921 à Vannes (Morbihan, France) et mort à New York le 15 février 1988, est un saxophoniste, compositeur, arrangeur, chef d'orchestre de jazz français.

## Biographie
Tony Proteau est le fils de Pierre Proteau, haut-fonctionnaire. Il est né à Vannes alors que son père était secrétaire général de la Préfecture du Morbihan.
À la fin de la guerre, Tony Proteau joue dans la musique militaire de la Septième Armée des États-Unis. Il sera ensuite affecté à l'armée de l'air française. C'est là que vers 1945, il conduira au Club à Paris le Jazz de l'Armée de l'Air.
En 1947, Tony Proteau, avec son orchestre et Kenny Clarke, jouent au pavillon d'Armenonville. Le 30 novembre de la même année, il est avec ses musiciens en compagnie des Peters Sisters à la salle Pleyel. Le 28 décembre à la salle Gaveau, Tony Proteau et son orchestre sont programmés en tant que « Première grande formation de jazz européenne ». Puis, en février 1953, il accompagne, au cinéma Rex, Sidney Bechet. Quelques semaines plus tard, il y accompagne aussi Django Reinhardt. À partir d'octobre 1954, il présente les samedi et dimanche à 16 H 30 au Club St Germain, une formation comprenant les saxes : Hubert Fol, Bobby Jaspar, Jean-Louis Chautemps, Jay Cameron, le pianiste Maurice Vander, Benoît Quersin à la contrebasse et Jack David à la batterie.
Après la libération, la revue suisse Hot Revue (no 3 de février 1946 est dithyrambique au sujet de Tony Proteau : « Il y aurait lieu de faire une mention spéciale de l'orchestre de jazz de l'Armée de l'Air composé de dix_huit jeunes musiciens dont certains éléments sont pleins d'avenir comme le trompettiste Bernard Hulin, le saxo baryton Jean Fourmanoir et Jean Gruyer (trombone et arrangeur) ». En 1949, Tony Proteau crée un grand orchestre de dix neuf musiciens qui est l'un des premiers à s'intéresser au be-bop. En 1953, il participe à un concert du Festival des Arènes de Lutèce.

## Source
- Dans le site de Jean Rousseau, chroniqueur de jazz, voir plus particulièrement l'étude sur Les Musiciens de jazz à Paris 2e partie de Polo à Proteau